# Zakho
Zakho este un oraș din Irak.